# Condrò
Condrò (Cundrò in siciliano) è un comune italiano di 491 abitanti della città metropolitana di Messina in Sicilia.

## Storia
Lo storico Tommaso Fazello documenta il centro un miglio distante da Gualtieri Sicaminò, quest'ultima dista sei miglia dal castello di Milazzo, leggermente ad est rispetto alla cittadina di Santa Lucia del Mela.

## Monumenti e luoghi d'interesse

### Architetture religiose
- Chiesa della Madonna del Tindari e San Vito (1571)[6]
- Chiesa di Santa Caterina d'Alessandria (XVII secolo)
- Chiesa della Santissima Annunziata (1601) e Convento dei Frati Paolotti, ruderi.[6]
- Convento di Santa Maria di Gesù dei frati minori osservanti (1562), ruderi.
- Monastero dello Spirito Santo dei monaci dell'ordine benedettino (XVI secolo), non più esistente.

### Architetture civili
- Palazzo dei Principi di Resuttano (XV secolo).

## Società

### Evoluzione demografica
Abitanti censiti

## Amministrazione

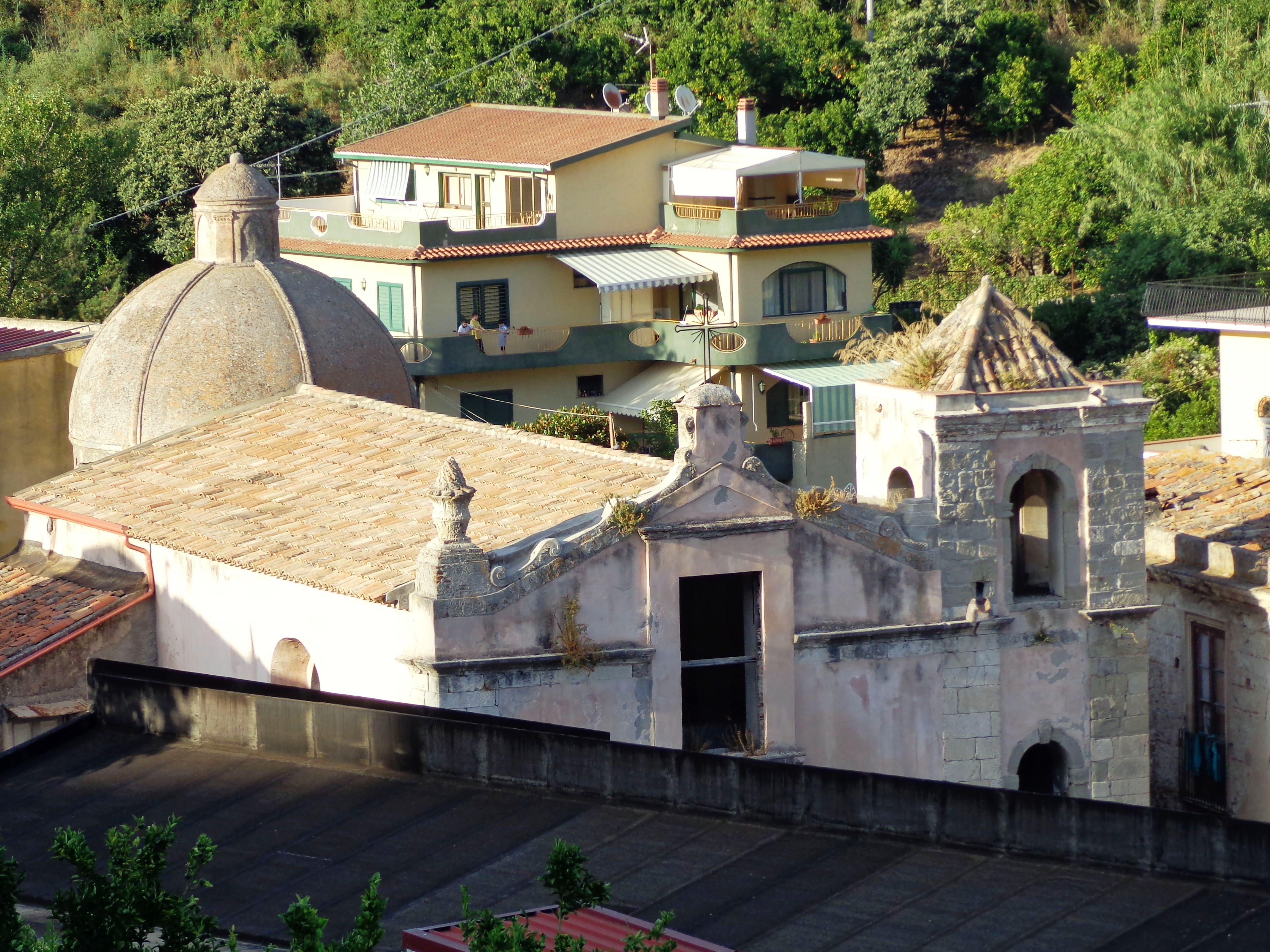
Chiesa di Santa Caterina d'Alessandria.

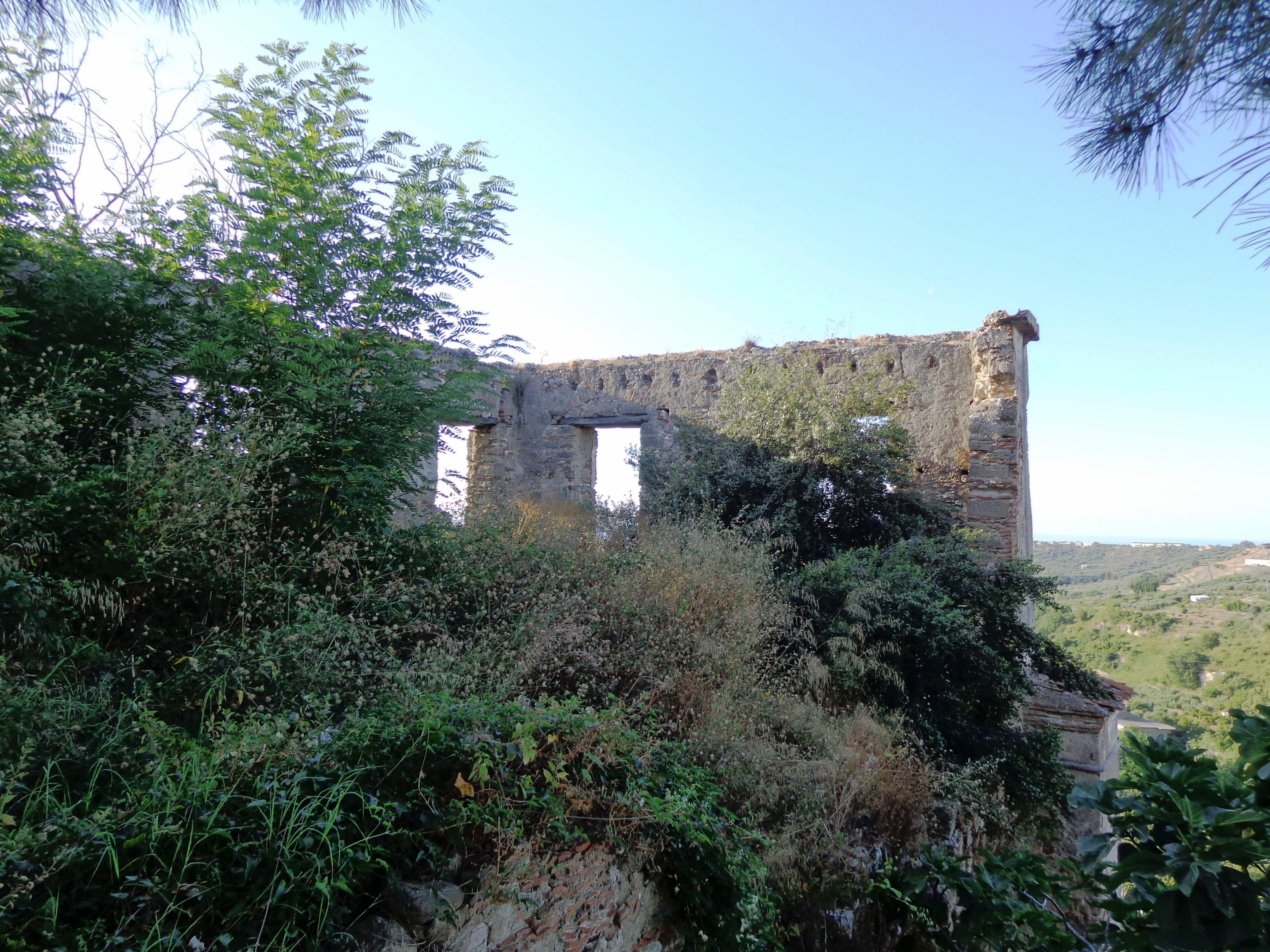
Ruderi di Monastero.

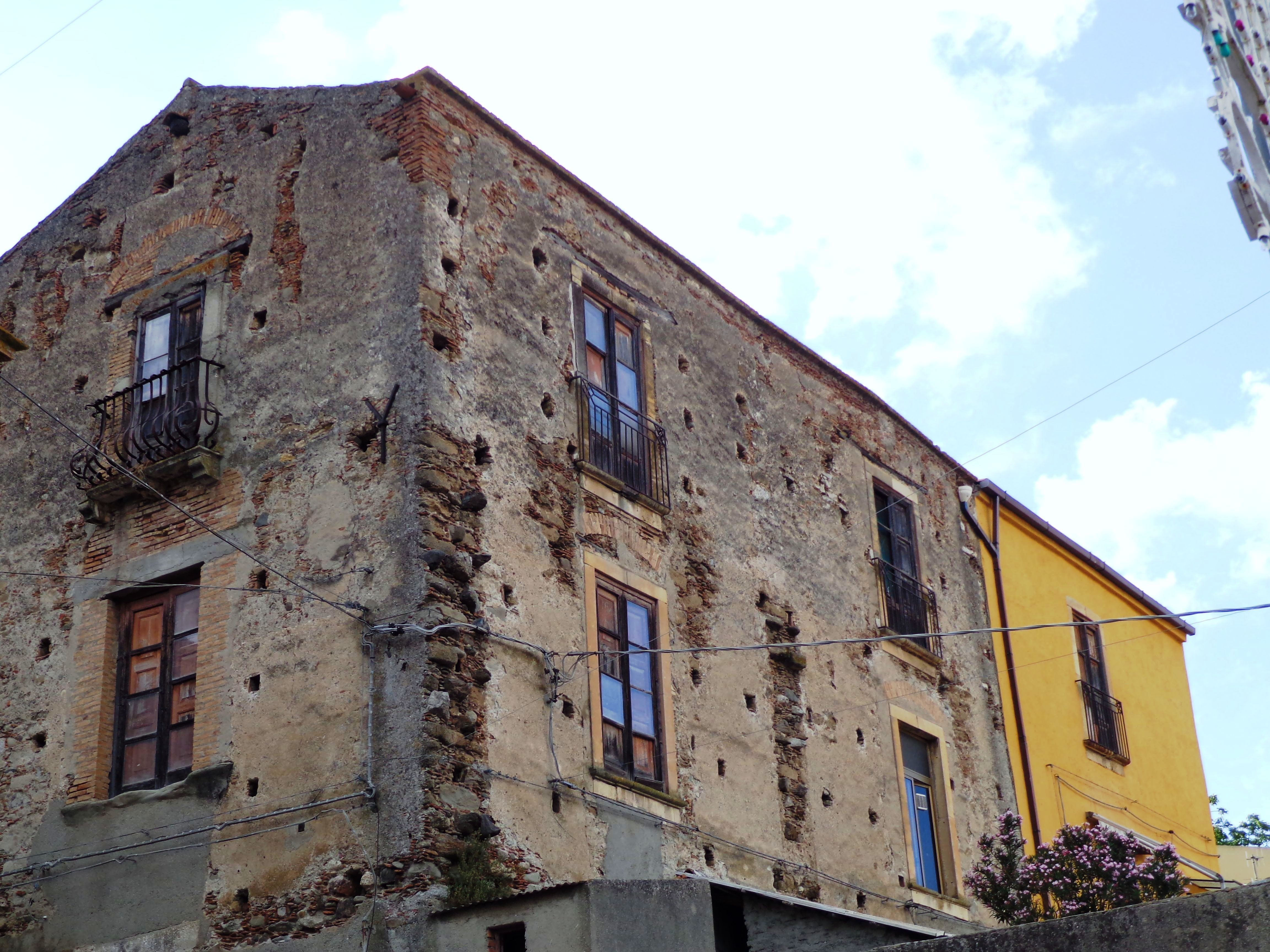
Castello dei Principi di Resuttano.

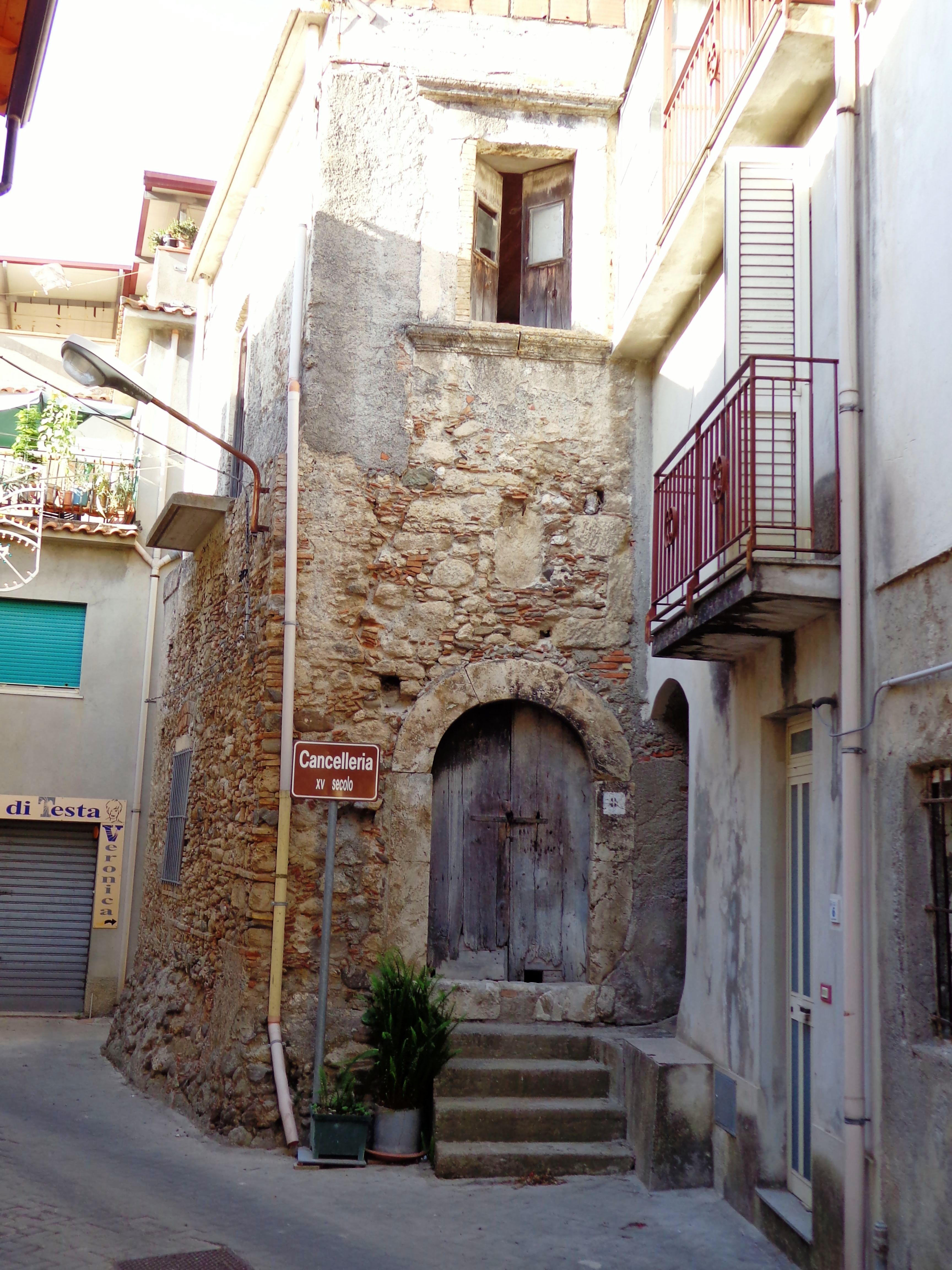
Cancelleria.

Di seguito è presentata una tabella relativa alle amministrazioni che si sono succedute in questo comune.
| Periodo        | Periodo          | Primo cittadino            | Partito                     | Carica              | Note        |
| -------------- | ---------------- | -------------------------- | --------------------------- | ------------------- | ----------- |
| 4 agosto 1988  | 24 maggio 1990   | Letterio Nastasi           | Partito Socialista Italiano | Sindaco             | [ 8 ]       |
| 24 maggio 1990 | 10 febbraio 1994 | Letterio Nastasi           | Partito Socialista Italiano | Sindaco             | [ 8 ]       |
| 13 giugno 1994 | 25 maggio 1998   | Rino Giuseppe Scattareggia | -                           | Sindaco             | [ 8 ]       |
| 25 maggio 1998 | 27 maggio 2003   | Rino Giuseppe Scattareggia | lista civica                | Sindaco             | [ 8 ]       |
| 27 maggio 2003 | 15 maggio 2007   | Sebastiano Maiolino        | lista arcobaleno            | Sindaco             | [ 8 ]       |
| 14 maggio 2007 | 31 luglio 2008   | Giuseppa Garipoli          | lista civica                | Sindaco             | [ 8 ]       |
| 3 ottobre 2008 | 8 giugno 2009    | Riccardo Visigoti          |                             | Comm. straordinario | [ 8 ]       |
| 8 giugno 2009  | 27 maggio 2014   | Salvatore Antonio Campagna | lista civica                | Sindaco             | [ 8 ]       |
| 26 maggio 2014 | 28 aprile 2019   | Salvatore Antonio Campagna | lista civica                | Sindaco             | [ 8 ]       |
| 29 aprile 2019 | in carica        | Giuseppe Catanese          | lista civica                | Sindaco             | [ 8 ] [ 9 ] |

### Altre informazioni amministrative
Il comune di Condrò fa parte delle seguenti organizzazioni sovracomunali: regione agraria n.9 (Colline litoranee di Milazzo).